# David Sánchez Cano
David Sánchez Cano, més conegut com a David Cano (Madrid, 9 d'octubre de 1974) és un exfutbolista madrileny, que jugà de migcampista.

## Trajectòria
Format al planter de l'Sporting de Gijón, debuta amb el primer equip jugant 3 partits la temporada 94/95. A l'any següent ja es consolida com a titular de l'Sporting, disputa 31 partits i marca 2 gols, unes xifres que milloraria a la temporada 96/97.
La temporada 97/98, però, l'Sporting baixa a Segona i David Cano minva la seua aportació. En la categoria d'argent, el migcampista roman tres temporades amb els asturians, en les quals disputaria un bon nombre de partits, sense arribar, però, a la titularitat.
L'estiu del 2001 recala al CA Osasuna, que estava en Primera. No compta massa a l'equip navarrés, i a l'any següents'incorpora al Reial Oviedo. Ací recupera la titularitat, però el seu equip perd la categoria.
Fitxa llavors per la UD Salamanca. Amb els castellans hi disputa dues campanyes de titular a la Segona Divisió, abans que el 2005 baixe a Segona B.